# Juan Pablo Lohlé
Juan Pablo Lohlé (San Isidro, 1 de marzo de 1948) es un abogado, diplomático y académico argentino, que se desempeñó como embajador ante la Organización de los Estados Americanos (OEA), España y Brasil.

## Carrera
Se recibió de abogado en la Universidad Católica Argentina en 1973 y como licenciado en relaciones internacionales en la Universidad de Belgrano en 1979. Fue profesor en varias universidades.
En el gobierno de Carlos Menem, fue embajador de Argentina ante la Organización de los Estados Americanos (OEA), entre 1989 y 1991, y luego en España, de 1992 a 1993. En la OEA, presidió la Comisión de Trabajo de la Iniciativa para las Américas, propuesta del presidente estadounidense George H. W. Bush para promover el libre comercio en el continente americano.
Entre 1994 y 1995, y nuevamente en 1998, fue asesor del Ministerio de Justicia de la Nación.
Durante la campaña para las elecciones presidenciales de 2003, encabezó los equipos técnicos de relaciones exteriores de Néstor Kirchner. En mayo de 2003, el nuevo presidente Kirchner lo designó embajador en Brasil. Presentó sus cartas credenciales ante Luiz Inácio Lula da Silva el 29 de julio de ese año. Fue ratificado en el cargo durante la primera presidencia de Cristina Fernández de Kirchner.
Es director del Centro de Estudios Políticos Estratégicos Internacionales (CEPEI).